# 9-та танкова дивізія СС «Гогенштауфен»
9-та танкова дивізія СС «Гогенштауфен» (нім. 9. SS-Panzer-Division „Hohenstaufen“) — німецьке військове формування, танкова дивізія у складі військ Ваффен-СС, що брала участь у бойових діях на Східному та Західному фронтах під час Другої світової війни.

## Історія

### Формування
На початку січня 1943 року розпочалося створення нової дивізії СС. Для її створення були використані німецькі призовники і кадр запасного батальйону «Лейбштандарт СС Адольф Гітлер». 1 лютого про нову дивізію було оголошено офіційно. Для її формування було обрано французьке місто Майле ле Камп. До кінця року дивізія продовжувала перебувати у Франції. У жовтні вона була названа 9-ю танковою дивізією СС «Гогенштауфен». Свою назву дивізія отримала за прізвищем німецької династії Гогенштауфенів 1138—1254 років, найяскравішим представником якої був Фрідріх I Барбаросса.

### Східний фронт
У середині лютого 1944 року частини дивізії були відправлені в Авіньйон, а в кінці березня на Східний фронт в район дій групи армій «Північна Україна». Там дивізія була підпорядкована 4-й танковій армії. У квітні частини дивізії брали участь у наступі під Тернополем. Її полки діяли на ділянці Монастириська — Бережани. В ході операції по деблокуванню 1-ї танкової армії вона понесла великі втрати і була виведена в резерв 4-ї танкової армії. Після висадки союзників у Нормандії дивізія в середині червня була відправлена на Західний фронт.

### Нормандія
В кінці червня дивізія прибула на ділянку фронту між містами Вір і Кан. Наступного дня, 26 червня, союзники почали Канський наступ. Дивізіям СС вдалося утримати Кан і навіть перейти в контрнаступ. На Канській ділянці фронту дивізія оперувала до 10 липня 1944 року. В ході боїв вона зазнала важких втрат і була зведена в бойову групу «Гогенштауфен». В кінці липня група була підпорядкована I танковому корпусу СС. Командування корпусу перекинуло групу на південь від Кана. На початку серпня група була передана в II танковий корпус СС і відправлена в район Бені — Бокаж. Після цього група брала участь в боях на північній стороні Фалезького котла. В кінці серпня німці почали відступ. Бойова група йшла в ар'єргарді і брала участь в боях у Орбека Лана і Камбре. Пройшовши через Бельгію, група вступила в Нідерланди, а 9 вересня увійшла в Арнем.

### Арнем

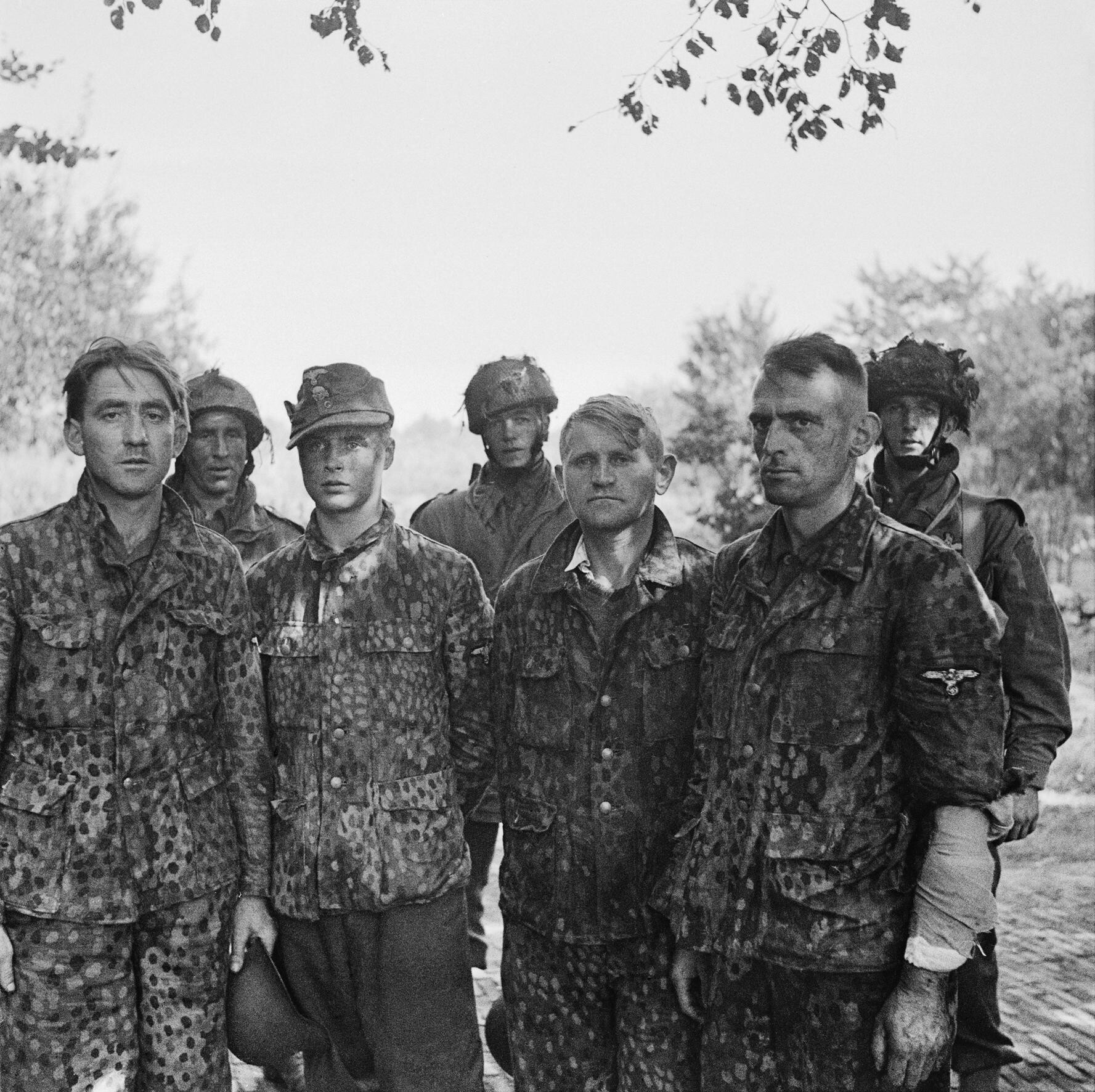
Полонені вояки дивізії СС «Гогенштауфен». Нідерланди. 1944 рік

В Арнемі вцілілі танки дивізії були передані в 10-ту танкову дивізію СС «Фрундсберг». Найбільш боєздатна частина дивізії — II батальйон 19-го панцергренадерського полку СС був переданий як IV батальйон у 21-й панцергренадерський полк 10-ї дивізії СС. 17 вересня 1944 союзники почали парашутно-десантну операцію «Маркет Гарден» біля Арнему. Незважаючи на раптовість акції, залишки дивізії були швидко переформовані в бойову групу «Харцер», яка чудово показала себе в ході боїв під Арнемом. До 21 вересня основна частина британського десанту була розгромлена, а його залишки здалися німцям.

### Арденнська операція
Наприкінці вересня група отримала короткий відпочинок і була відправлена в Зіген, а пізніше, в жовтні, в Падерборн для відновлення. У листопаді поповнені частини дивізії почали підготовку до Арденнського наступу. З початком операції дивізія пішла в наступ в районі В'єльсальма. Після провалу наступу частини дивізії з боями відійшли до Моннавілю. 31 грудня дивізія була перекинута на південь для захоплення Бастоні. 7 січня 1945 німецькі частини отримали наказ припинити наступ і відійти до кордону Німеччини. В кінці січня дивізія перейшла кордон і була відправлена в район Кауфенхайма для поповнення. На початку лютого 1945 року ледь відпочилі частини 6-ї танкової армії СС, в яку входила і дивізія «Гогенштауфен», були відправлені в Угорщину для прориву радянського кільця у Будапешті.

### Операція «Весняне пробудження»
II танковий корпус СС (2-га і 9-та танкові дивізії СС) прибув до Угорщини тільки в кінці лютого, тобто вже після падіння Будапешта. Частини корпусу на початку березня 1945 року пішли в наступ з району Веспрема і до 15 березня майже прорвалися до Дунаю. Однак тверда радянська оборона і жахлива погода зупинили просування танкових дивізій СС у Заросьда, а наступного дня радянські частини самі перейшли в контрнаступ на ділянці, утримуваного частинами IV танкового корпусу СС. Це змусило німців почати відступ. 9-та танкова дивізія СС йшла в ар'єргарді німецьких військ.
В один із днів відступу частинам дивізії довелося зупинитися і утримувати коридор для виходу відступаючих з Секешфегервара німецьких частин. Вражений невдачею, яку зазнали його кращі війська, Гітлер розпорядився позбавити манжетних стрічок всіх солдатів усіх дивізій 6-ї танкової армії СС, в тому числі і 9-ї танкової дивізії СС «Гогенштауфен».

### Капітуляція
Потім дивізія з боями відійшла через Залаапаті і Паку на австрійську територію. В Австрії залишки дивізії були розділені на дві бойові групи. В кінці квітня обидві бойові групи (одна була в Клагенфурті, інша в Сант-Полтені) з'єдналися. 26 квітня залишки дивізії отримали наказ передислокуватися в район Штайра. Тут в травні 1945 року останні вояки дивізії СС «Гогенштауфен» здалися американцям.

## Командири дивізії
- Группенфюрер СС та Генерал-лейтенант Ваффен-СС Вільгельм Біттріх (15 лютого 1943 — 29 червня 1944)
- Штандартенфюрер СС Томас Мюллер (29 червня — 10 липня 1944)
- Штандартенфюрер СС Сильвестр Штадлер (10 — 31 липня 1944)
- Оберфюрер СС Фрідріх-Вільгельм Бок (31 липня — 29 серпня 1944)
- Оберштурмбаннфюрер СС Вальтер Гарцер (29 серпня — 10 жовтня 1944)
- Бригадефюрер СС та Генерал-майор Ваффен-СС Сильвестр Штадлер (10 жовтня 1944 — 8 травня 1945)

## Склад дивізії
- 9-й танковий полк СС
- 19-й панцергренадерський полк СС
- 20-й панцергренадерський полк СС
- 9-й самохідний артилерійський полк СС
- 9-й самохідний розвідувальний батальйон СС
- 9-й протитанковий батальйон СС
- 9-й батальйон штурмових гармат СС
- 9-й зенітний батальйон СС
- 9-й самохідний саперний батальйон СС
- 9-й самохідний батальйон зв'язку СС
- 9-й самохідний ремонтний батальйон СС
- 9-й резервний батальйон СС
- 9-й навчальний батальйон СС
- 9-та батарея спостереження СС
- 9-й санітарна рота СС
- 9-й загін забезпечення СС
- 9-й загін постачання СС
- 9-й загін польової жандармерії СС

## Нагороджені Лицарським хрестом Залізного хреста
За час існування дивізії 14 осіб її особового складу були нагороджені Лицарським хрестом Залізного хреста.

### Лицарський хрест Залізного хреста (12)
- Отто Меєр — Оберштурмбаннфюрер СС, командир 9-го танкового полку СС (4 червня 1944)
- Роберт Франк — Штурмбаннфюрер СС, командир 2-го батальйону 20-го панцергренадерського полку СС (4 червня 1944)
- Віктор Еберхард Грабнер — Гауптштурмфюрер СС, командир 9-го розвідувального батальйону СС (23 серпня 1944)
- Еберхард Телькамп — Штурмбаннфюрер СС, командир 2-го батальйону 9-го танкового полку СС (23 серпня 1944)
- Йозеф Хольте — Обершарфюрер СС, командир взводу 2-ї роти 9-го танкового полку СС (27 серпня 1944)
- Вальтер Харцер — Оберштурмбаннфюрер СС, командир 9-ї танкової дивізії СС «Гогенштауфен» (21 вересня 1944)
- Людвіг Шпіндлер — Штурмбаннфюрер СС, командир 1-го батальйону 9-го артилерійського полку СС (27 вересня 1944)
- Герман Борхерс — Гауптштурмфюрер СС, командир 1-го батальйону 19-го панцергренадерського полку СС (16 жовтня 1944)
- Герман Альбер — Штурмманн СС, зв'язківець 9-ї роти 20-го панцергренадерського полку СС (16 грудня 1944)
- Рудольф Реттберг — Штурмбаннфюрер СС, командир 2-го батальйону 9-го танкового полку СС (6 травня 1945)
- Йоганн Шайлер — Оберштурмфюрер СС, командир 3-ї батареї 9-го протитанкового батальйону СС (6 травня 1945)
- Гайнц Гропп — Оберштурмфюрер СС, командир 2-ї батареї 9-го зенітного батальйону СС (6 травня 1945)

### Лицарський хрест Залізного хреста з Дубовим листям (2)
- Фрідріх-Вільгельм Бок — Оберфюрер СС, командир 9-ї танкової дивізії СС «Гогенштауфен» (2 вересня 1944)
- Отто Меєр — Оберштурмбаннфюрер СС, командир 9-го танкового полку СС (30 вересня 1944)

### Лицарський хрест Залізного хреста з Дубовим листям і Мечами (1)
- Сильвестр Штадлер — Оберфюрер СС, командир 9-ї танкової дивізії СС «Гогенштауфен» (6 травня 1945)